# Abierto Mexicano Los Cabos Open 2018 - Qualificazioni singolare
Le qualificazioni del singolare dell'Abierto Mexicano Los Cabos Open 2018 sono state un torneo di tennis preliminare per accedere alla fase finale della manifestazione. I vincitori dell'ultimo turno sono entrati di diritto nel tabellone principale. In caso di ritiro di uno o più giocatori aventi diritto a questi sono subentrati i lucky loser, ossia i giocatori che hanno perso nell'ultimo turno ma che avevano una classifica più alta rispetto agli altri partecipanti che avevano comunque perso nel turno finale.

## Teste di serie
1. Daniel Elahi Galán (ultimo turno, lucky loser)
2. Mohamed Safwat (qualificato)
3. Prajnesh Gunneswaran (qualificato)
4. Evan King (primo turno)

1. Bradley Mousley (primo turno)
2. Evan Song (ultimo turno)
3. Aleksandar Vukic (ultimo turno)
4. Austin Krajicek (primo turno)

## Qualificati
1. Marcos Giron
2. Mohamed Safwat

1. Prajnesh Gunneswaran
2. Takanyi Garanganga

### Lucky loser
1. Daniel Elahi Galán

## Tabellone

### Legenda
| - Q = Qualificato - WC = Wild card - LL = Lucky loser | - ALT = Alternate - SE = Special Exempt - PR = Protected Ranking | - w/o = Walkover - r = Ritirato - d = Squalificato |

### Sezione 1
|  | 1º turno | 1º turno        | 1º turno        | 1º turno | 1º turno |  |  | 2º turno           | 2º turno           | 2º turno           | 2º turno | 2º turno |  |
|  |          |                 |                 |          |          |  |  |                    |                    |                    |          |          |  |
|  |          |                 |                 |          |          |  |  | Daniel Elahi Galán | Daniel Elahi Galán | Daniel Elahi Galán | 2        | 5        |  |
|  |          | Marcos Giron    | Marcos Giron    | 6        | 6        |  |  | Marcos Giron       | Marcos Giron       | Marcos Giron       | 6        | 7        |  |
|  | 5        | Bradley Mousley | Bradley Mousley | 4        | 3        |  |  |                    |                    |                    |          |          |  |

### Sezione 2
|  | 1º turno | 1º turno         | 1º turno       | 1º turno | 1º turno |  |  | 2º turno         | 2º turno         | 2º turno | 2º turno | 2º turno |  |
|  |          |                  |                |          |          |  |  |                  |                  |          |          |          |  |
|  | 2        | Mohamed Safwat   | Mohamed Safwat | 6        | 6        |  |  |                  |                  |          |          |          |  |
|  | WC       | Alan Magadán     | Alan Magadán   | 2        | 0        |  |  | Mohamed Safwat   | Mohamed Safwat   | 2        | 7        | 6        |  |
|  |          | Jacob Grills     | 6              | 2        | 3        |  |  | Aleksandar Vukic | Aleksandar Vukic | 6        | 62       | 4        |  |
|  | 7        | Aleksandar Vukic | 3              | 6        | 6        |  |  |                  |                  |          |          |          |  |

### Sezione 3
|  | 1º turno | 1º turno                  | 1º turno                  | 1º turno | 1º turno |  |  | 2º turno             | 2º turno             | 2º turno             | 2º turno | 2º turno |  |
|  |          |                           |                           |          |          |  |  |                      |                      |                      |          |          |  |
|  | 3        | Prajnesh Gunneswaran      | Prajnesh Gunneswaran      | 6        | 6        |  |  |                      |                      |                      |          |          |  |
|  |          | Miguel Ángel Reyes Varela | Miguel Ángel Reyes Varela | 4        | 0        |  |  | Prajnesh Gunneswaran | Prajnesh Gunneswaran | Prajnesh Gunneswaran | 6        | 6        |  |
|  |          | Tigre Hank                | Tigre Hank                | 4        | 2        |  |  | Evan Song            | Evan Song            | Evan Song            | 3        | 1        |  |
|  | 6        | Evan Song                 | Evan Song                 | 6        | 6        |  |  |                      |                      |                      |          |          |  |

### Sezione 4
|  | 1º turno | 1º turno           | 1º turno        | 1º turno | 1º turno |  |  | 2º turno           | 2º turno           | 2º turno | 2º turno | 2º turno |  |
|  |          |                    |                 |          |          |  |  |                    |                    |          |          |          |  |
|  | 4        | Evan King          | 62              | 6        | 65       |  |  |                    |                    |          |          |          |  |
|  |          | Takanyi Garanganga | 7               | 4        | 7        |  |  | Takanyi Garanganga | Takanyi Garanganga | 6        | 0        | 7        |  |
|  | WC       | Luis Patiño        | Luis Patiño     | 6        | 6        |  |  | Luis Patiño        | Luis Patiño        | 2        | 6        | 67       |  |
|  | 8        | Austin Krajicek    | Austin Krajicek | 4        | 4        |  |  |                    |                    |          |          |          |  |